# Wutthichai Samlee
Wutthichai Samlee (thailändisch วุฒิชัย สำลี, * 7. April 2000) ist ein thailändischer Fußballspieler.

## Karriere
Im Sommer 2022 unterschrieb Wutthichai Samlee beim Ranong United FC seinen ersten Profivertrag. Der Verein aus Ranong spielte in der zweiten Liga des Landes, der Thai League 2. Sein Zweitligadebüt gab Wutthichai Samlee am 14. August 2022 (1. Spieltag) im Heimspiel gegen den Chiangmai FC. Hier wurde er in der 75. Minute für Tassanai Khumkrong eingewechselt. Das Spiel endete 1:1. Als Tabellenvorletzter musste er mit dem Verein aus Ranong am Ende der Saison 2022/23 in die dritte Liga absteigen.